# Neopseustis sinensis
Neopseustis sinensis là một loài bướm đêm thuộc họ Neopseustidae. Nó được miêu tả bởi D.R. Davis năm 1975. Nó được tìm thấy ở tỉnh Szechuan ở tây nam Trung Quốc.
Sải cánh dài 23–24 mm.